# Crne Lokve
Crne Lokve är ett samhälle i Bosnien och Hercegovina.   Det ligger i entiteten Federationen Bosnien och Hercegovina, i den södra delen av landet, 80 km sydväst om huvudstaden Sarajevo. Crne Lokve ligger 816 meter över havet och antalet invånare är 163.
Terrängen runt Crne Lokve är lite bergig, och sluttar söderut.Närmaste större samhälle är Široki Brijeg, 12,1 km sydost om Crne Lokve. 
Omgivningarna runt Crne Lokve är en mosaik av jordbruksmark och naturlig växtlighet. Runt Crne Lokve är det ganska tätbefolkat, med 93 invånare per kvadratkilometer.